# Balsfjord
Balsfjord è un comune della contea di Troms, in Norvegia.
Il comune è stato costituito nel 1860, il capoluogo è il centro abitato di Storsteinnes (1077 abitanti), altri centri abitati sono Nordkjosbotn e Laksvatn.

## Geografia
Il territorio del comune comprende due fiordi, Malangen e Balsfjorden che si trovano sui due lati della penisola di Malang, anch'essa quasi completamente compresa nel comune e si estende nell'entroterra in direzione sud-est dove comprende diverse valli.
Diversi sono i rilievi, sulla penisola di Malang la massima altitudine corrisponde al monte Klemmartindan (1147 m s.l.m.) mentre nella parte meridionale del comune il monte Rostafjellet, situato al confine col comune di Målselv raggiunge i 1590 m s.l.m.

## Storia
Gli abitanti originare di queste terre erano i Sami, ma intorno al 1800 cominciarono a stabilirsi a Balsfjord anche molti abitanti della Finlandia e del sud della Norvegia, tanto che oggi sono poche le tracce della cultura Sami ancora presenti nella regione.

### Simboli
Lo stemma del comune rappresenta un aratro, che simboleggia l'importanza dell'agricoltura.

## Monumenti e luoghi di interesse
A parte il panorama, le attrazioni turistiche includono i graffiti risalenti a 6000 anni fa presenti a Tennes (vicino alla chiesa), il vecchio mercato di Nordby, e la segheria del diciottesimo secolo di Aursfjord.

## Economia
L'economia locale è prevalentemente agricola, ma sono presenti anche alcune industrie. La centrale del latte di Storsteinnes è uno dei maggiori produttori del paese di geitost, un formaggio tipico norvegese. Caratteristico del posto è anche il Balsfjord, formaggio di latte di capra che prende il nome dal comune stesso.
Le strade E6 ed E8 si incrociano a Nordkjosbotn, facendo del villaggio un importante snodo logistico.